# Otgar von Mainz

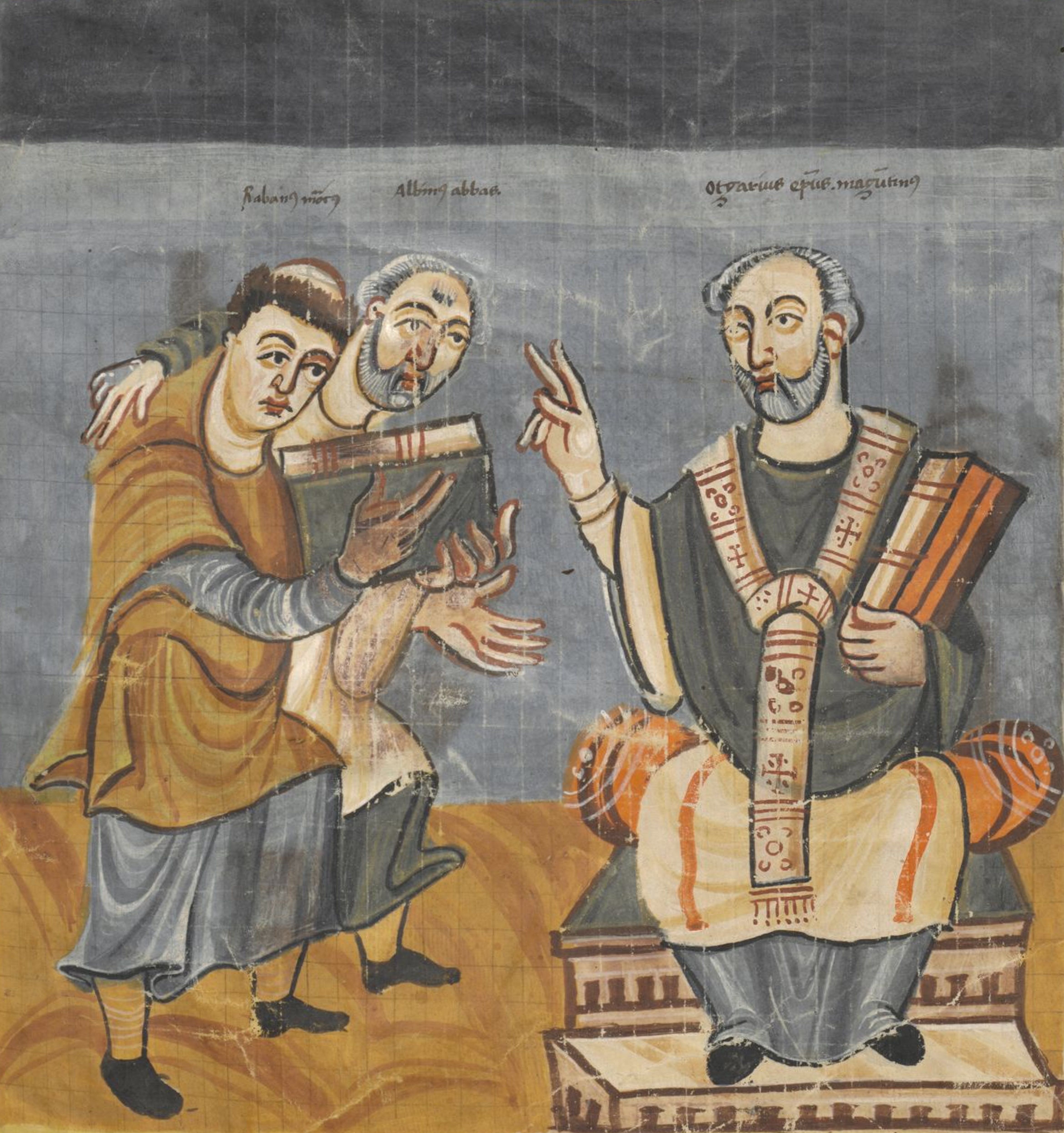
Rabanus Maurus (links), unterstützt von Alkuin (Mitte), übergibt sein Werk an den Hl. Martin von Tours, von späterer Hand irrtümlich als Ebf. Otgar von Mainz bezeichnet (rechts) – Fuldaer Handschrift von De laudibus sanctae crucis (Wien, ÖNB cod. 652, fol. 1v, um 840)

Otgar von Mainz (auch Otger, Autgar; † 21. April 847) war von 826 bis 847 Erzbischof von Mainz. Er war der erste Mainzer Diözesan, der nicht mehr aus dem Kreis der Bonifatiusschüler und ihrer Alumni hervorging, sondern er stammte aus dem Kreis der Reformer um Ludwig den Frommen. Allerdings soll er ein Verwandter seines Vorvorgängers Richulf gewesen sein. Hrabanus Maurus bescheinigte ihm eine gediegene theologische Bildung.

## Leben und Wirken
Als Mitglied der „Reichseinheitspartei“, die zunächst Ludwig den Frommen im Konflikt mit seinen Söhnen, nach dessen Tod den Erstgeborenen Lothar I. unterstützte, beteiligte er sich aktiv an der Reichspolitik. Seine enge Verbindung zum Hof wird dokumentiert durch die Übertragung der Abteien Weißenburg und Klingenmünster. Anlässlich der zweiten Verschwörung gegen Ludwig den Frommen von 833, die zu dessen Absetzung und Inhaftierung führte, wurde er genötigt, dessen Bewachung zu übernehmen. Nach der Befreiung Ludwigs fand er offenbar bald die Huld des Herrschers wieder und wurde 835 mit einer Gesandtschaft nach Italien zu Lothar beauftragt. 839 ernannte ihn Ludwig der Fromme zum Abt des Klosters Weißenburg, nachdem dessen Abt, Grimald von Weißenburg, sich auf die Seite Ludwig des Deutschen geschlagen hatte. Beim Tod des alten Kaisers auf der Rheininsel bei Ingelheim war er unter den am Sterbebett Anwesenden.
Von da an unterstützte er kompromisslos Lothar, was zur Folge hatte, dass er nach dessen Niederlage in der Schlacht bei Fontenoy und der Reichsteilung von 843 im Vertrag von Verdun in eine schwierige Lage geriet, da das Bistum auch mit seinen linksrheinischen Gebietsteilen nun dem ostfränkischen Reich Ludwigs des Deutschen zugeschlagen wurde, den er an der Seite Lothars bekämpft hatte. Er büßte zwar seine bisherige Stellung bei Hofe ein, Ludwig verzichtete aber darauf, ihm etwa die Abtei Weißenburg zu entziehen und beließ ihn im Bischofsamt.
Am 24. Juni 826 nahm Otgar in St. Alban die Taufe des Dänenkönigs Hariold und seiner Gemahlin vor, und er war zusammen mit den Erzbischöfen Ebo von Reims und Hetti von Trier an der von Drogo von Metz vorgenommenen Weihe Ansgars von Corbie zum Missionsbischof für Skandinavien beteiligt, womit eine Tradition begründet wurde, die bis ins 10. Jahrhundert reichte. Umfangreiche Bautätigkeit und Reliquienerwerbungen aus Italien sind für Otgar nachweisbar. Die von Einhard nach Seligenstadt transferierten Heiligen Petrus und Marcellinus reponierte er.
Otgar unternahm im Jahre 834 eine Wallfahrt nach Rom, von der er die Reliquien des Heiligen Justin der Bekenner mitbrachte. Für sie veranlasste Otgar zwischen 836 und 847 in Höchst den Bau der Justinuskirche und gründete dort vermutlich ein Kloster. Teile der Reliquien sollen nach Freising und zu einem weiteren Teil ins Kloster Seligenstadt gelangt sein.
Im Jahre 836 ließ er die Gebeine des heiligen Severus von Ravenna zuerst nach Mainz und schließlich nach Erfurt in das Benediktinerinnenkloster St. Paul überführen.
Reliquien der Heiligen Bischof Aureus und des Diakons Iustinus transferierte er nach Heiligenstadt im Eichsfeld, wo deren ursprünglicher Kult überlebte, während Justinus in Mainz später zu einer Justina umgedeutet wurde.
Für den ersten Mainzer Dom, heute St. Johannis, erwarb Otgar Reliquien der oströmischen Heiligen Bakchos und Sergios und führte in diesem Zusammenhang umfangreiche Baumaßnahmen durch, die erst sein Nachfolger Hrabanus Maurus vollenden konnte. Dieser hatte ihm ein umfangreiches Gedicht zur Amtseinführung gesandt (MGH Poetae, Bd. 2, S. 183f.), widmete ihm auch mehrere seiner Werke, darunter ein Exemplar von De laudibus sanctae crucis (ebd. S. 162; MGH Epistolae aevi Karolini, Bd. 3, S. 425f.; S. 462) und verfasste Altartituli für Weißenburg (MGH Poetae, Bd. 2, S. 219) und sein Epitaph (ebd. S. 238f.). Trotz einiger Auseinandersetzungen um Zehntrechte und Wahrnehmung der Jurisdiktion gegenüber Mitgliedern des Klosters, die gemäß Zachariasprivileg einer vorherigen invitatio (Einladung) durch Abt und Konvent bedurft hätte, sowie einer zwischenzeitlichen Belastung des Verhältnisses wegen des Streits um Gottschalk von Orbais waren die Beziehungen zwischen Otgar und Hrabanus Maurus eng, wenn auch wohl weniger herzlich als die zwischen diesem und Otgars Vorgänger Haistulph. Zu einem unbekannten Zeitpunkt während der Auseinandersetzung zwischen Ludwig dem Frommen und seinen Söhnen oder zwischen Kaiser Lothar und seinen Brüdern bat Hraban Otgar um Vermittlung, andernfalls müsse er mit seinen Anhängern aus dem Hauptkloster in die Nebenklöster fliehen.